# Stemmiulus infuscatus
Stemmiulus infuscatus är en mångfotingart som beskrevs av Jean-Paul Mauriès 1989. Stemmiulus infuscatus ingår i släktet Stemmiulus och familjen Stemmiulidae. Inga underarter finns listade i Catalogue of Life.